# Ernest Webnje Nfor
Ernest Webnje Nfor (Bertoua, 28 april 1986) is een  voetbalspeler, geboren in Kameroen, met de Belgische nationaliteit. Zijn positie is aanvaller. Hij komt uit voor KRC Harelbeke. Eerder speelde hij al voor Sable Batié, KMSK Deinze, KV Kortrijk, KAA Gent en SV Zulte Waregem.

## Clubcarrière
In januari 2006 werd hij door AA Gent overgenomen van Sable Batié. Hij kreeg er nauwelijks speelkansen en het daaropvolgende seizoen werd hij uitgeleend aan KMSK Deinze. Tijdens het seizoen 2007/08 werd hij uitgeleend aan KV Kortrijk. Bij beide clubs haalde hij dubbele cijfers qua doelpunten. Na dat seizoen wilde Gent hem terug in de A-kern opnemen.
Nfor speelde een half seizoen bij Gent, maar kon niet volledig doorbreken in Eerste klasse. Gent besloot hem opnieuw uit te lenen. KV Kortrijk en SV Zulte Waregem streden om de diensten van Nfor, Zulte Waregem trok aan het langste eind en huurde de spits aanvankelijk tot het einde van het seizoen. Nadat Zulte Waregem-speler Mbaye Leye naar KAA Gent vertrok werd Nfor definitief overgenomen door SV Zulte Waregem. In februari 2011 werd Nfor er na tegenvallende resultaten naar de B-kern verwezen. Nadien kwam hij nooit nog voor in de plannen van trainer Hugo Broos.
Op 19 mei 2011 keerde Nfor terug naar KV Kortrijk, waar hij een contract voor drie jaar ondertekende.
Hij werd er basisspeler en werd na afloop van het seizoen 2011/12 bekroond met de Kortrijkse Gouden Schoen, een prijs uitgereikt door de supporters. De tweede passage van Nfor in het Guldensporenstadion liep echter in mineur af: na onenigheid over zijn toekomst kwam het tot een aanvaring met toenmalig Kortrijk-CEO Patrick Turcq. Nfor trok daarop naar Neftçi Bakoe uit Azerbeidzjan, waarmee hij in zijn eerste seizoen de Beker van Azerbeidzjan won. Vanaf januari 2016 speelde hij voor Al-Wahda Club uit het Saoedische Mekka. Nfor ontsnapte er in april 2016 aan de dood na een ernstig auto-ongeval.
Drie jaar na zijn vertrek bij Kortrijk keerde Nfor terug naar België, waar hij voor KFCO Beerschot Wilrijk tekende. Nauwelijks een maand later verliet hij de club echter al voor de Iraanse eersteklasser Foolad FC. Omdat een belangrijk document pas na de afsluiting van de transfermarkt bij de FIFA belandde, had Nfor pas in januari 2017 speelbevoegdheid bij de club. Nfor nam een maand later afscheid van de club en bleef vervolgens een tijdje zonder club, tot de Maltese eersteklasser Birkirkara FC hem oppikte. Ook dat avontuur duurde niet lang, waarop FCV Dender EH de transfervrije Nfor in januari 2018 een kans gaf. Nfor bleef ditmaal wat langer in België: nadat zijn contract bij Dender afliep speelde hij nog voor Olsa Brakel en KSV Temse. Momenteel speelt Ernest Nfor bij KRC Harelbeke in de Tweede afdeling.

## Spelerscarrière
| seizoen | club                   | land          | competitie              | wed. | goals |
| ------- | ---------------------- | ------------- | ----------------------- | ---- | ----- |
| 2004/05 | Sable Batié            | Kameroen      | Première Division       |      |       |
| 2005/06 | Sable Batié            | Kameroen      | Première Division       |      |       |
| 2005/06 | KAA Gent               | België        | Eerste Klasse           | 1    | 0     |
| 2006/07 | KAA Gent               | België        | Eerste Klasse           | 1    | 0     |
| 2006/07 | → SK Deinze            | België        | Tweede Klasse           | 30   | 11    |
| 2007/08 | → KV Kortrijk          | België        | Tweede Klasse           | 34   | 14    |
| 2008/09 | KAA Gent               | België        | Eerste Klasse           | 7    | 1     |
| 2008/09 | → SV Zulte Waregem     | België        | Eerste Klasse           | 16   | 6     |
| 2009/10 | SV Zulte Waregem       | België        | Eerste Klasse           | 35   | 4     |
| 2010/11 | SV Zulte Waregem       | België        | Eerste Klasse           | 23   | 1     |
| 2011/12 | KV Kortrijk            | België        | Eerste Klasse           | 35   | 9     |
| 2012/13 | KV Kortrijk            | België        | Eerste Klasse           | 31   | 4     |
| 2013/14 | Neftçi Bakoe           | Azerbeidzjan  | Yüksək Dəstə            | 31   | 6     |
| 2014/15 | Neftçi Bakoe           | Azerbeidzjan  | Yüksək Dəstə            | 17   | 2     |
| 2015/16 | Al-Wahda Club          | Saoedi-Arabië | Saudi Premier League    | 8    | 3     |
| 2016/17 | KFCO Beerschot Wilrijk | België        | Eerste Klasse Amateurs  | 0    | 0     |
| 2016/17 | Foolad FC              | Iran          | Persian Gulf Pro League | 3    | 0     |
| 2017/18 | Birkirkara FC          | Malta         | Premier League          | 4    | 1     |
| 2017/18 | FCV Dender EH          | België        | Eerste Klasse Amateurs  | 12   | 1     |
| 2018/19 | Olsa Brakel            | België        | Derde Klasse Amateurs   |      |       |
| 2019/20 | KSV Temse              | België        | Tweede Klasse Amateurs  | 22   | 3     |
| 2020/21 | KRC Harelbeke          | België        | Tweede afdeling         | 3    | 0     |
|         |                        |               | Totaal                  | 313  | 66    |

## Interlandcarrière
Nfor maakte op 17 oktober 2012 zijn interlanddebuut voor Kameroen: in de vriendschappelijke interland tegen Colombia kreeg hij een basisplaats.